# Куньи-Липяги
Куньи-Липяги — деревня в Тамбовском районе Тамбовской области. Деревня входит в состав Новосельцевского сельсовета.

## География
В деревне одна улица. Неподалёку от деревни расположены трассы P193 (<10 км.) и P119 (<10 км.).

## История
Деревня была основана в промежутке между первой и второй ревизскими сказками 1719 и 1745 годов. В момент проведения второй ревизии в деревне было 4 двора однодворцев: Никиты Фурсова из Борщёвки Тамбовского уезда, Михайлы Седых из Избердея Соколинского уезда, Дмитрия Ястребова из Казывани и Якова Колодина из Дальней Липовицы Тамбовского уезда. Кроме однодворцев в деревне жили мелкие помещики и их крепостные крестьяне.

## Население
| 2010 |
| ---- |
| 37   |